# Jon Watts

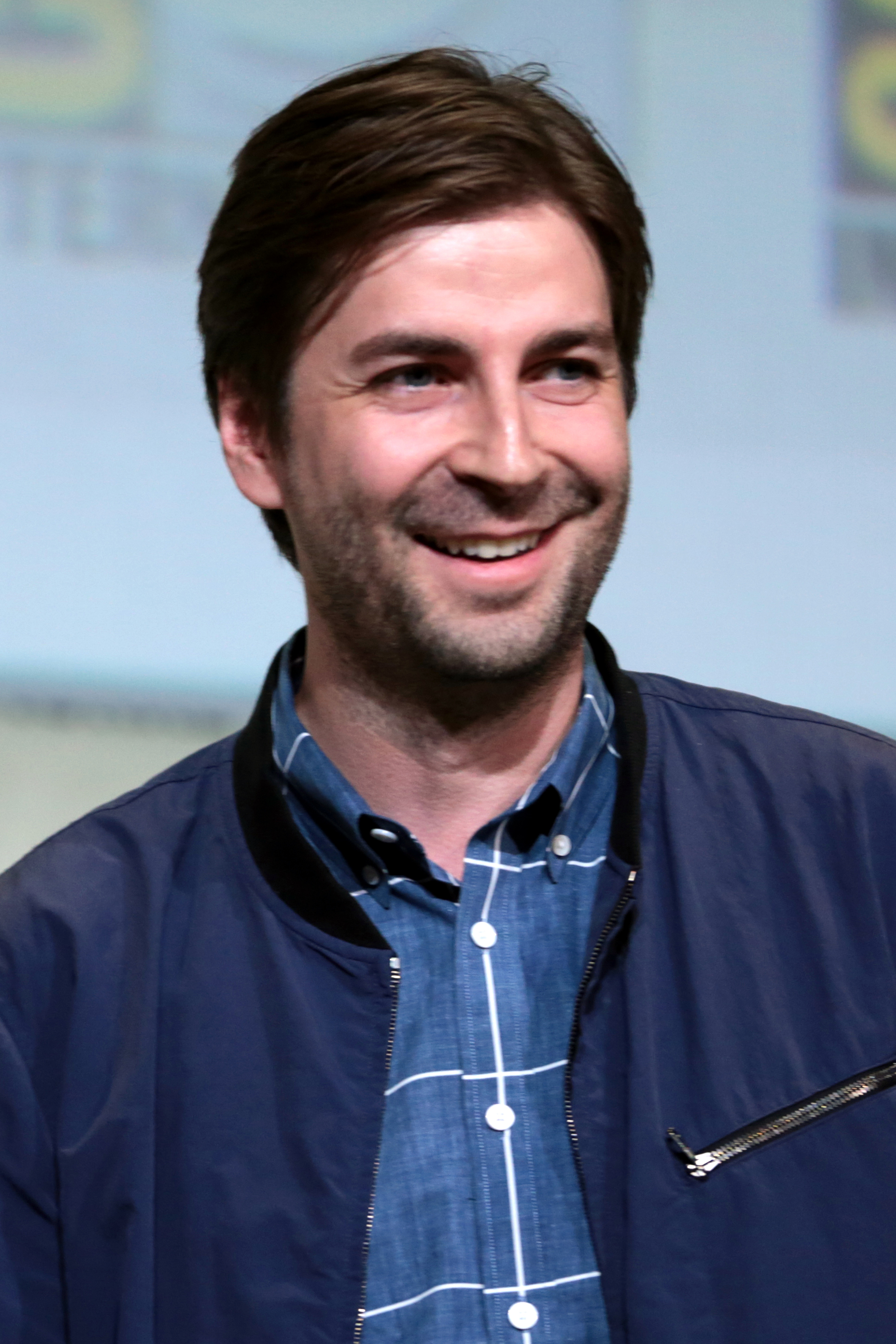
Watts bei der San Diego Comic-Con International 2016

Jon Watts (* 28. Juni 1981 in Fountain, Colorado) ist ein US-amerikanischer Regisseur, Drehbuchautor und Filmproduzent.

## Leben
Watts studierte Filmwissenschaften an der New York University. Nach mehreren Kurzfilmen drehte er ab dem Jahr 2011 auch erste Produktionen fürs Fernsehen. 2014 erschien sein Spielfilmdebüt Clown.
Am 23. Juni 2015 gaben Marvel Studios und Sony Pictures bekannt, dass Watts die Regie im für 2017 geplanten Reboot Spider-Man: Homecoming übernehmen wird. Der Film kam am 13. Juli 2017 in die deutschen Kinos. Er inszenierte auch die beiden Fortsetzungen Spider-Man: Far From Home (2019) und Spider-Man: No Way Home (2021). Er ist als Autor sowie Regisseur und Ausführender Produzent an der im Dezember 2024 angelaufenen Serie Star Wars: Skeleton Crew beteiligt.
Watts lebt in Atlanta, Georgia.

## Filmografie (Auswahl)
- 2011: The Fuzz (Fernsehfilm)
- 2012: Eugene! (Fernsehfilm)
- 2014: Our RoboCop Remake
- 2014: Clown
- 2015: Cop Car
- 2017: Spider-Man: Homecoming
- 2019: Spider-Man: Far From Home
- 2021: Venom: Let There Be Carnage (unaufgeführt, letzte Szene)
- 2021: Spider-Man: No Way Home
- 2022: The Old Man (Fernsehserie, Folgen 1x01–1x02)
- 2024: Wolfs
- seit 2024: Star Wars: Skeleton Crew (Fernsehserie)